# Pabuaran Lor
Pabuaran Lor is een bestuurslaag in het regentschap Cirebon van de provincie West-Java, Indonesië. Pabuaran Lor telt 7795 inwoners (volkstelling 2010).